# Ángel Pulgar
Ángel Ramiro Pulgar Araujo (Barquisimeto, 7 februari 1989) is een Venezolaans baan- en wegwielrenner.

## Carrière
Op de baan behaalde Pulgar meerdere medailles op onder meer de nationale en Pan-Amerikaanse kampioenschappen. Op de weg won hij in 2011 de Clásico Aniversario de la Federación Venezolana de Ciclismo en zes jaar later de zesde etappe in de Ronde van Venezuela. In zowel 2012 als in 2016 nam op de baan hij deel aan de Olympische Spelen, maar in beide edities wist hij geen medaille te winnen.

## Baanwielrennen

### Palmares
| Jaar     | VK                               | P-AK             | WK       | Overig                                                                                             |
| Junioren | Junioren                         | Junioren         | Junioren | Junioren                                                                                           |
| -------- | -------------------------------- | ---------------- | -------- | -------------------------------------------------------------------------------------------------- |
| 2007     |                                  |                  | Scratch  | |
| Elite    |                                  |                  |          | |
| 2010     |                                  | Teamsprint, 1 km |          | Centraal-Amerikaanse en Caraïbische Spelen: Teamsprint, 1 km                                       |
| 2011     |                                  | 1 km, Teamsprint |          | Pan-Amerikaanse Spelen: Teamsprint                                                                 |
| 2012     | Teamsprint, 1 km, Sprint, Keirin | Teamsprint       |          | |
| 2013     | Teamsprint, 1 km                 | Teamsprint, 1 km |          | |
| 2014     | 1 km, Sprint, Keirin             | 1 km, Teamsprint |          | Zuid-Amerikaanse Spelen: Teamsprint · Centraal-Amerikaanse en Caraïbische Spelen: Teamsprint, 1 km |
| 2015     | Teamsprint, 1 km, Keirin, Sprint | Teamsprint, 1 km |          | Pan-Amerikaanse Spelen: Teamsprint                                                                 |
| 2016     | Teamsprint                       |                  |          | |

## Overwinningen
2011
Clásico Aniversario de la Federación Venezolana de Ciclismo
2017
6e etappe Ronde van Venezuela